# Lijst van voetbalinterlands Barbados - Trinidad en Tobago (vrouwen)
Deze lijst van voetbalinterlands is een overzicht van alle officiële voetbalinterlands tussen de nationale vrouwenteams van Barbados en Trinidad en Tobago. De landen hebben tot nu toe één keer tegen elkaar gespeeld.

## Wedstrijden
| № | Plaats | Datum       | Competitie                                       | Wedstrijd                     | Uitslag |
| - | ------ | ----------- | ------------------------------------------------ | ----------------------------- | ------- |
| 1 | Macoya | 12 mei 2010 | Noord-Amerikaans kampioenschap 2010 kwalificatie | Trinidad en Tobago − Barbados | 5 − 0   |

## Samenvatting
| Competitie                                  | Totaal gespeeld | Winst Barbados | Gelijk | Winst Trinidad en Tobago | Doelsaldo Barbados – Trinidad en Tobago |
| ------------------------------------------- | --------------- | -------------- | ------ | ------------------------ | --------------------------------------- |
| Noord-Amerikaans kampioenschap kwalificatie | 1               | 0              | 0      | 1                        | 0 − 5                                   |
| Totaal                                      | 1               | 0              | 0      | 1                        | 0 − 5                                   |